# Amata leucozonoides
Amata leucozonoides är en fjärilsart som beskrevs av Rothschild 1912. Amata leucozonoides ingår i släktet Amata och familjen björnspinnare. Inga underarter finns listade i Catalogue of Life.